# Domenico Morelli
Domenico Morelli (n. 7 iulie 1823, Napoli, Regatul celor Două Sicilii – d. 13 august 1901, Napoli, Regatul Italiei)  a fost un pictor italian, care a realizat în principal lucrări istorice și religioase. Morelli a avut o influență imensă în artele din a doua jumătate a secolului al XIX-lea, atât în calitate de director al Accademia di Belle Arti din Napoli, dar și datorită rebeliunii sale față de instituții: trăsături care au înflorit în subiectele pasionale, adesea patriotice, romantice și mai târziu simboliste ale pânzelor sale. Morelli a fost profesorul lui Vincenzo Petrocelli⁠(d) și Ulisse Caputo⁠(d).

## Biografie
S-a născut într-o familie săracă din Napoli. Mama sa spera că va deveni preot. Talentul său precoce a fost remarcat și a fost înscris la Academia Regală de Arte Frumoase din Napoli în 1836–1846, unde s-a împrietenit cu Francesco Altamura. Primele sale lucrări conțin imagini desprinse din poveștile medievale și poeți romantici precum Byron. În 1845, a pictat un tablou premiat L' angelo che porta le anime al Purgatorio dantesco. În 1845–46, cu tabloul Saul calmato da David, și cu ajutorul unui mecena generos, avocatul Ruggiero, a câștigat o bursă pentru a studia la Roma. În 1847–48, a pictat Il corsaio și Una sfida di Trovatori, premiatul Bacio del Corsaro, și Goffredo a cui appare l'angelo. În 1847, la Roma, a pictat un tablou Madonna che culla il bambino, aiutata da San Giovanni.
Morelli tocmai se întorsese la Napoli, când au izbucnit insurecțiile din 1848. S-a alăturat protestatarilor în baricadele de pe via Toledo și a fost rănit, aproape ucis și încarcerat pentru scurt timp. Într-o retrospectivă publicată după moartea sa, Isabella Anderton îl va cataloga pe Domenico drept unul dintre artiștii războinici ai Italiei, un grup care includea și Filippo Palizzi⁠(d), Telemaco Signorini⁠(d), Stefano Ussi⁠(d) și Francesco Saverio Altamura.
Eliberat, Morelli s-a întors la Roma. A pictat Van der Welt in mezzo ai corsari sopra una via romita (1851) și Cesare Borgia a Capita in mezzo ad una folla di fanciulle. În 1855, la Expoziția florentină, expus celebrul tablou Iconoclaști.

Iconoclaștii

A participat la Expoziția Universală de la Paris în 1855. Mai târziu, la Florența, a participat activ la discuțiile lui Macchiaioli⁠(d) despre realism. Morelli a afirmat că aceste discuții au fost cele care i-au făcut propria sa operă mai puțin academică și l-au ajutat să dezvolte un stil mai liber și să experimenteze cu culoarea. În această perioadă, el este grupat în școala realismului.
În 1857, a câștigat un concurs pentru decorarea Bisericii San Francesco din Gaeta, un proiect niciodată finalizat. În timpul unei călătorii la Milano, a pictat Contele di Ijara, Baia Pompeiană și o Madonna Addolorata. În 1857, s-a întors la Napoli, pictând un Torquato Tasso. Pentru tavanul capelei regale din Napoli, a pictat Adormirea Maicii Domnului.
În 1862, a fost membru al unei societăți independente, condusă de prietenul său Filippo Palizzi⁠(d), pentru a promova artele liberale, numită Societa Promotrice. A fost numit consultant pentru noile achiziții ale muzeului de artă Capodimonte din Napoli și, astfel, a avut un impact semnificativ asupra direcției ulterioare a colecțiilor. În 1868, Morelli a devenit profesor de pictură la vechea sa Academie, care a devenit acum Institutul Regal de Arte Frumoase din Napoli. Începând cu această perioadă, interesul său s-a îndreptat către teme religioase și mistice, preluate în principal din tradițiile creștine, dar și din cele iudaice și musulmane. Poate cea mai cunoscută din această perioadă este Adormirea Maicii Domnului de pe tavanul Palatului Regal din Napoli. Morelli a fost, de asemenea, unul dintre colaboratorii pentru ilustrațiile Bibliei de la Amsterdam în 1895. Din 1899 până la moartea sa, a fost președinte al Academiei Regale de Arte Frumoase din Napoli.
Morelli a obținut la sfârșitul vieții numeroase premii și distincții. A fost numit profesor onorific al principalelor academii din Italia și Europa, commendatore al Ordinului SS. Maurizio e Lazzaro și al Ordinului Coroanei Italiei și cavaliere dell' Ordine civile di Savoia. În iunie 1886, a fost numit senator de către rege. A murit la 13 august 1901 la Napoli.
Printre numeroșii săi elevi s-au numărat Giuseppe Costa⁠(d), Francesco Paolo Michetti, Vittorio Matteo Corcos, Giuseppe Boschetto⁠(d), Camillo Miola⁠(d), Edoardo Tofano⁠(d), Antonio Mancini⁠(d), Vincenzo Montefusco și Enrico Salfi⁠(d). Morelli a proiectat frescele pictate pentru mormântul lui Giacomo Leopardi, situat în biserica San Vitale din Fuorigrotta⁠(d), dar acestea au fost finalizate postum de ginerele său, Paolo Vetri.

## Galerie

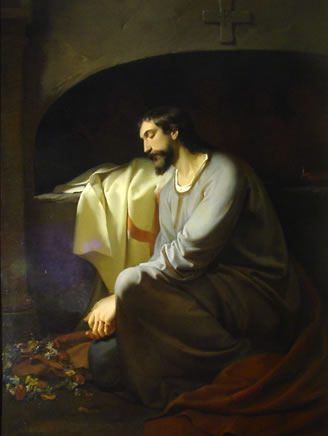
Neofit, 1851
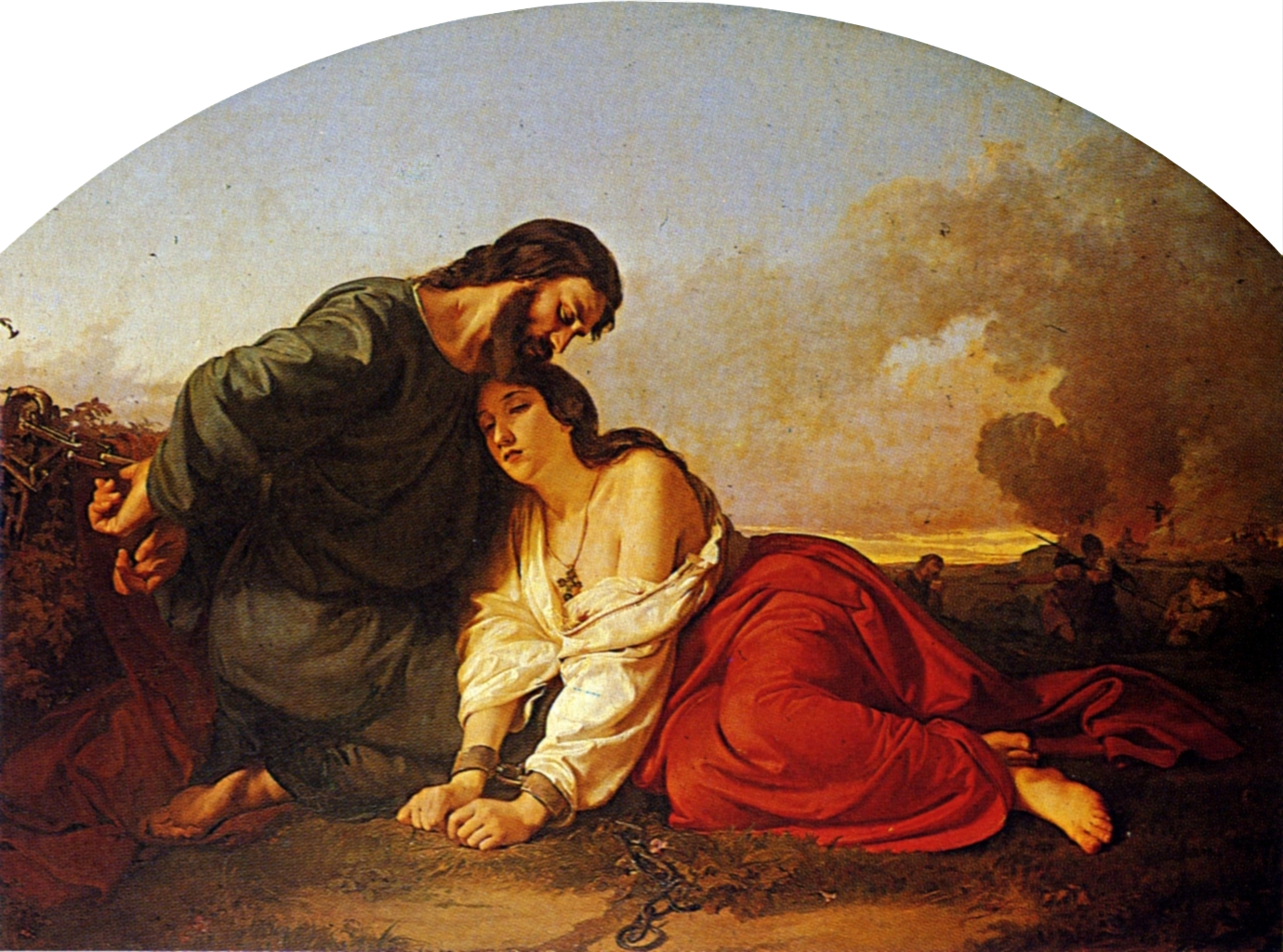
Martiri creștini, 1851
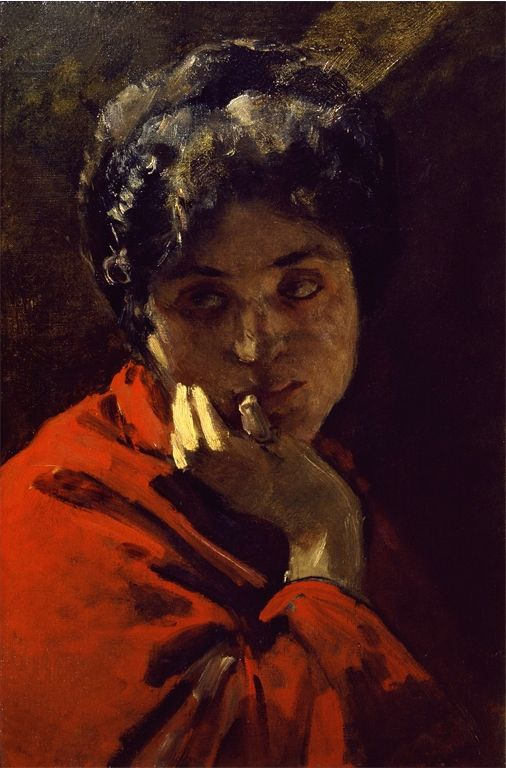
Fată în roșu, 1855
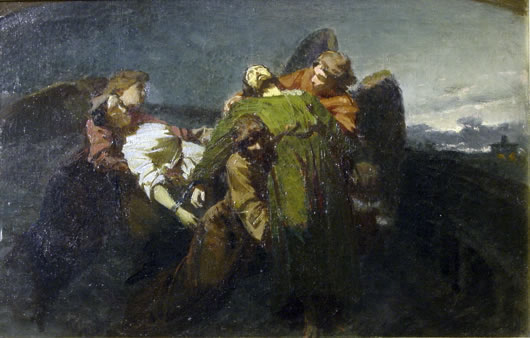
Îngerii purtând martiri, 1855
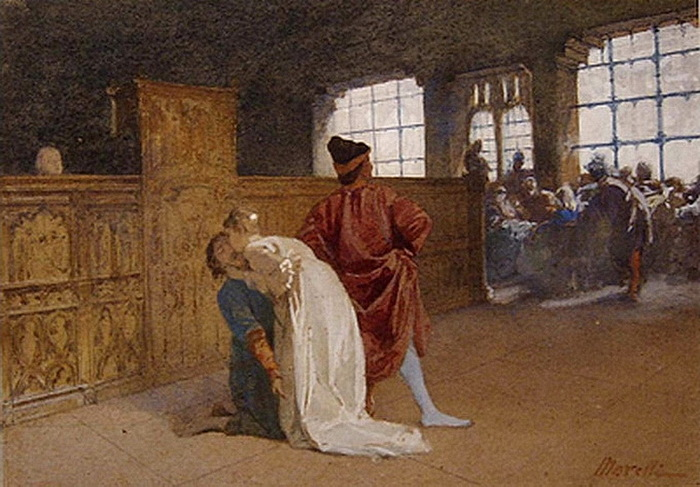
Guinevere sărutându-l pe Lancelot
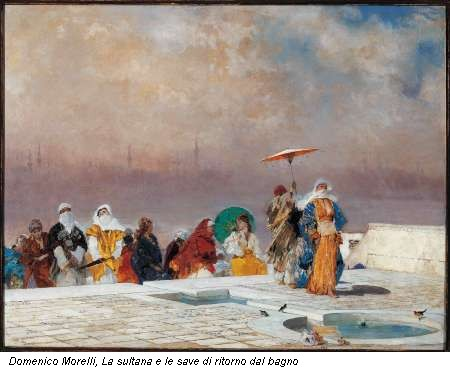
Soția sultanului întrocându-se de la îmbăiat
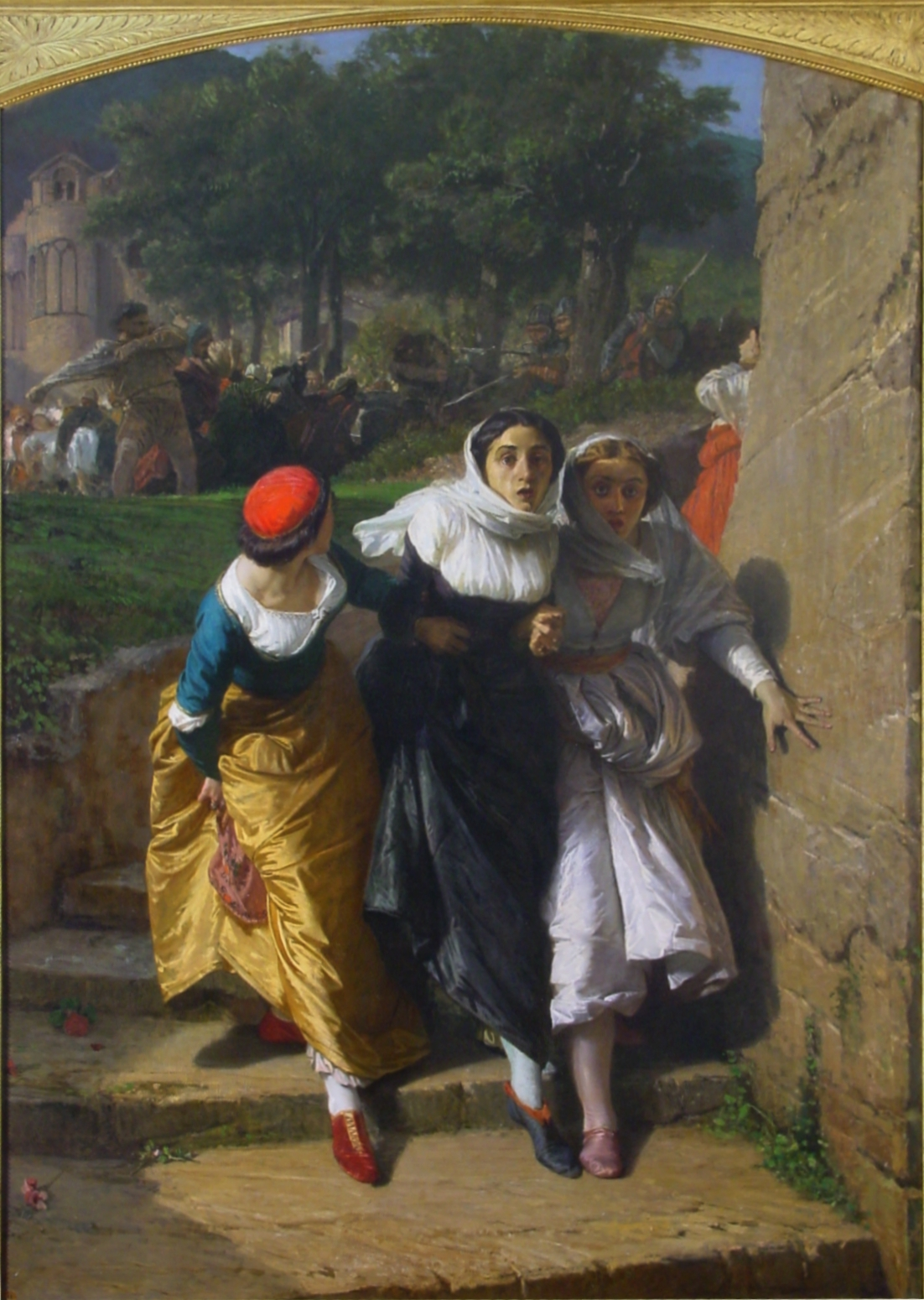
Vecerniile siciliene
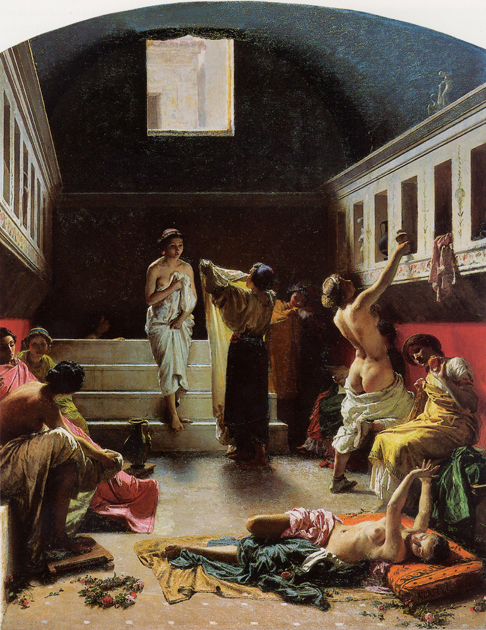
Baie din Pompei, 1861
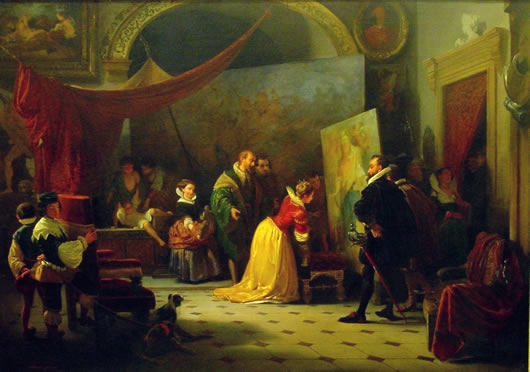
Maria De Medici vizitând studioul lui Ruben, 1861
Tasso citește poemul său Eleonorei d'Este, 1865
Gemeni, 1870s
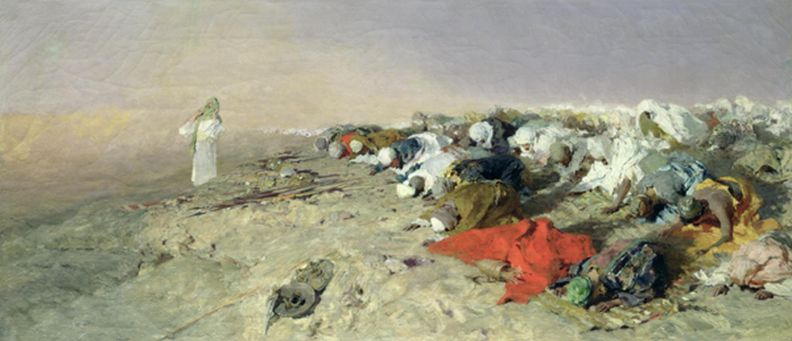
', 1890s
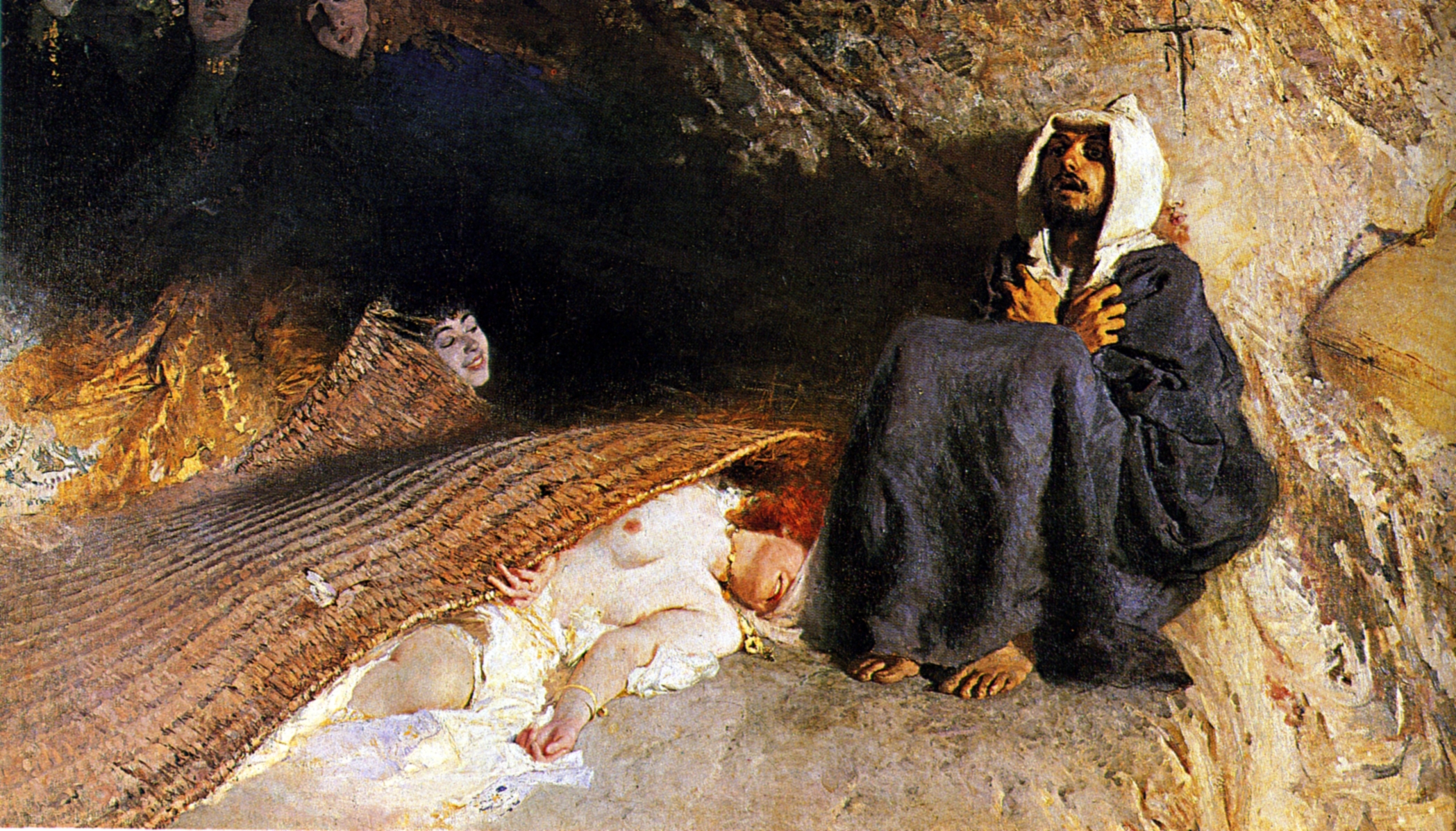
Ispita Sfântului Anton
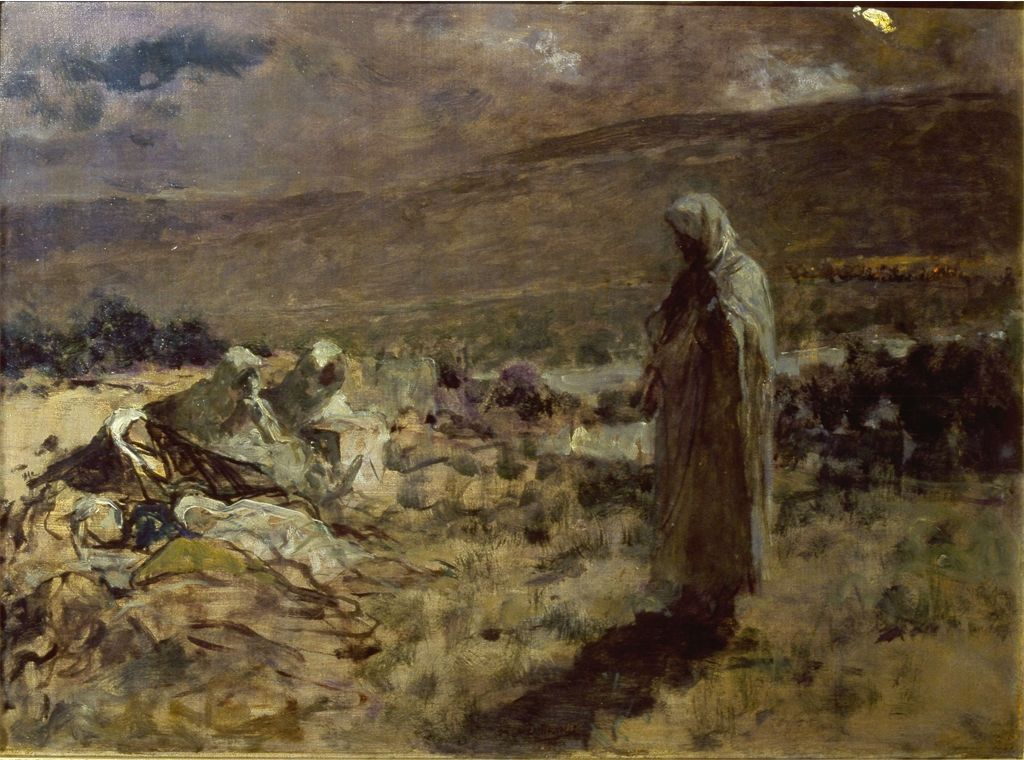
Hristos veghează asupra apostolilor, 1891
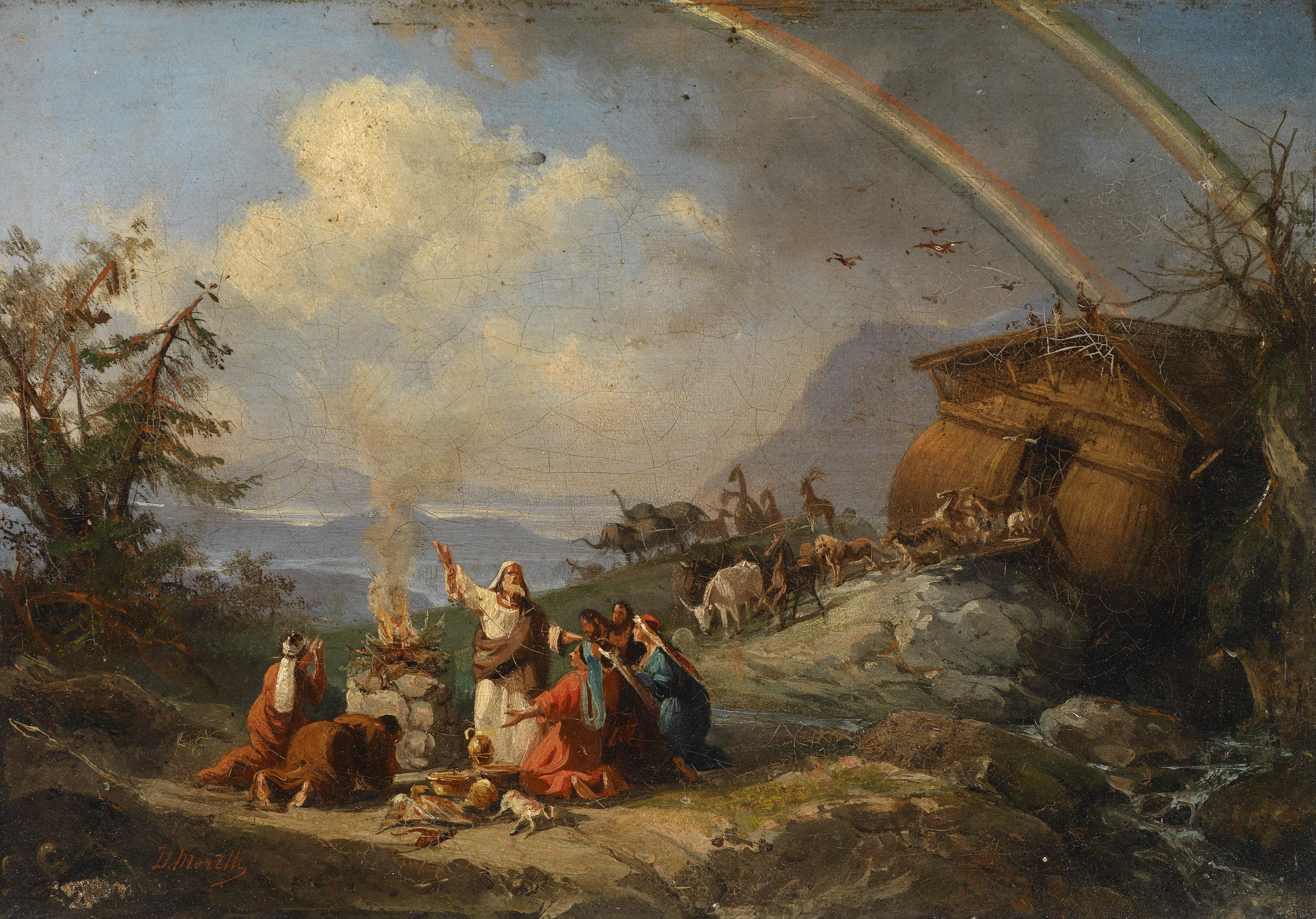
Noe mulțumește pentru izbăvire, 1901